# Анасази (Секретные материалы)
«Анасази» (англ. «Anasazi») — 25-й, заключительный, эпизод 2-го сезона сериала «Секретные материалы». Премьера состоялась 19 мая 1995 года на телеканале FOX. Эпизод позволяет более подробно раскрыть так называемую «мифологию сериала», заданную в пилотной серии. Режиссёр — Роберт Гудвин, автор сценария — Крис Картер, приглашённые звёзды — Митч Пиледжи, Уильям Б. Дэвис, Николас Ли.
Главные герои серии — Фокс Малдер (Дэвид Духовны) и Дана Скалли (Джиллиан Андерсон), агенты ФБР, расследующие сложно поддающиеся научному объяснению преступления, называемые «Секретными материалами».

## Сюжет
В данном эпизоде Малдер и Скалли получают на руки кассету с зашифрованными с помощью языка навахо материалами, которые подтверждают знание властей об инопланетянах. Эта кассета становится яблоком раздора между агентами, Крайчеком и Синдикатом. Кассета приводит агентов в резервацию индейцев навахо в штат Нью-Мексико, где старейшина племени помогает агентам расшифровать материалы с кассеты. Он также показывает Малдеру контейнер, в котором Малдер обнаруживает трупы инопланетян и гибридов, привитых от оспы. В это время Курильщик на вертолете прилетает в то место, и, не найдя Малдера в контейнере, приказывает его сжечь. Действие продолжается в третьем сезоне.